# Johannes Stumm
Johannes Richard Reinhold Stumm (Berlijn, 27 maart 1897 - 25 december 1978) was een Duits jurist. Hij stond van 1948 tot 1963 als Polizeipräsident aan de top van de politie van West-Berlijn.
Na zijn middelbareschooltijd studeerde Stumm rechten in Berlijn. In 1920 kwam hij in dienst bij het presidium van de Berlijnse politie. In 1922 werd hij benoemd tot Kriminalkommissar en in 1925 promoveerde Stumm en kreeg zijn doctors-titel. In diezelfde tijd werd hij lid van de SPD. Vanaf 1923 was Stumm werkzaam bij Abteilung IA voor de Inspectie Rechtsradicale Partijen en Organisaties. Stumm was actief betrokken bij de opsporing van daders van gewelddelicten door leden van de NSDAP en de SA. In 1931 was hij betrokken bij pogingen om de destijds statenloze Adolf Hitler uit te zetten. In dat jaar kreeg hij ook de leiding van de Inspectie Rechtsradicale Partijen en Organisaties en gaf leiding aan acties van de Berlijnse politie tegen de NSDAP.
Toen de regering van het Duitse Rijk in juli 1932 door de Preußenschlag de deelstaat Pruisen rechtstreeks onder de rijksregering bracht, werd de afdeling van Stumm opgeheven en werd hij gedegradeerd. Na de Machtergreifung door de nazi's werd Stumm ontslagen. Gedurende de nazi-heerschappij werkte Stumm in het bedrijfsleven.
Kort na het einde van de Tweede Wereldoorlog werd Stumm in 1945 door de Sovjet-bezetter benoemd tot vicepresident van de politie van Berlijn. Op 30 juli 1948 zette de democratisch gekozen magistraat van Berlijn Paul Markgraf als politiepresident af. De Sovjets echter lieten Markgraf, die lid was van de SED, in functie in Oost-Berlijn. Stumm verplaatste daarop het politiepresidium naar de Amerikaanse sector van Berlijn. Hiermee was de splitsing van de politie van Berlijn een feit. Als represaille werd op 3 augustus 1948 het privébezit en de woning van Stumm, die in de Oost-Berlijnse wijk Prenzlauer Berg lag, door de Sovjets in beslag genomen. Na de splitsing van de Berlijnse politie werd de politie van West-Berlijn in de DDR aangeduid als Stumm-Polizei.
Stumm stond tot 1963 aan de top van de politie van West-Berlijn. In die tijd speelden de Blokkade van Berlijn (1948/'49), de volksopstand in de DDR (1953) en de bouw van de Berlijnse Muur (1961).